# 绍达迪斯
绍达迪斯是巴西圣卡塔琳娜州的一个市镇。总面积205.554平方公里，总人口8587人，人口密度41.8人/平方公里。